# 34e Régiment des transmissions
 (mars 2013).
Si vous disposez d'ouvrages ou d'articles de référence ou si vous connaissez des sites web de qualité traitant du thème abordé ici, merci de compléter l'article en donnant les références utiles à sa vérifiabilité et en les liant à la section « Notes et références ».
Le 34e Régiment des transmissions, anciennement le 712e Escadron des communications (712e E Comm), est un régiment de la Première réserve de l'Armée canadienne des Forces canadiennes.

## Rôle
Le 34e Régiment des transmissions a pour mission de fournir des services de technologie de l’information en appui aux opérations nationales et des membres volontaires en appui aux missions internationales.

## Structure
L’unité se compose d’officier de transmissions, d’opérateur(e) des transmissions, de poseur(se) de lignes, de technicien(ne) en approvisionnement, de commis de soutien à la gestion des ressources et de mécanicien(nne).

## Équipement
Le 34e Régiment des transmissions emploie de l’équipement moderne tels que des radios numériques, des stations terrestres pour satellite, de la fibre optique et des ordinateurs. Il se spécialise en communications stratégiques et tactiques, en systèmes phoniques, électroniques, informatiques et de télécommunications.

## Histoire
La première unité de transmission à Montréal, la « 4e Compagnie des Transmissions, » fut fondée le 1er janvier 1921 et comprenait 55 membres, dont 9 officiers et 46 membres du rang. Au début de 1930, une autre compagnie de transmission fut rajoutée et l'unité fut renommée, « 4e Transmissions de Division, Corps Royal Canadien des Transmissions ».
En mars 1950, le « Le Régiment de Transmission du 2e Corps » devint le « 10e Régiment de Transmissions, Corps Royal Canadien des Transmissions (C.R.C.T). » et le « Régiment de Transmissions de la 4e Division d'Infanterie» devint le « 4e Régiment de Transmissions, C.R.C.T. » À la fin de 1954, les deux unités furent amalgamées pour former le « 11e Régiment de Transmissions, C.R.C.T. ».
Le « 11e Régiment de Transmissions » fut renommé le 15e Escadron indépendant, C.RC.T. » en 1965. Après la réorganisation et l'unification des Forces Canadiennes, l'unité est devenue le 712e Escadron des Communications (Montréal). Dimanche, le 8 mai 1976, l'écusson du Corps Royal des Transmissions fût changée avec un nouvel insigne de la Branche des Communications et Électroniques.
En octobre 2010, le 712e Escadron des Communications est converti en régiment et se nomme dorénavant le 34e Régiment des transmissions. Le 1er avril 2012, l'unité est officiellement passée sous le commandement du 34e Groupe-brigade du Canada. Son insigne actuel a été créé le 15 avril 2015 et adopté avec la publication du volume 149 de la Gazette du Canada le 3 octobre 2015. Avec la croissance de ses effectifs et des exigences en matière d'entraînement et de support, le 34e Régiment des transmissions a procédé au réaménagement complet de son quartier-maître régimentaire à la Base de soutien de la 2e Division détachement Montréal, situé à Longue-Pointe, et réparti sa flotte de véhicules entre la garnison et celle de Saint-Hubert. Son quartier-général, incluant la salle des rapports, est situé au Manège militaire Sainte-Catherine (Westmount Armoury), qu'elle partage avec le Royal Montreal Regiment.
Au cours des dernières années, le 34e Régiment des transmissions s'est établi comme unité de référence au Canada en matière de cyberopérations en se faisant confier la Tâche de Mission Cyber, devenant ainsi la première unité de réserve à offrir des positions d'Opérateurs Cyber. Ceux-ci participent actuellement à élaborer les critères et les exigences d'instruction qui mèneront à la qualification nationale pour ce nouveau métier. L'escadron des Transmissions, quant à lui, continue de rayonner notamment au niveau international, en se hissant d'une année à l'autre parmi les meilleures équipes à la compétition NOBLE SKYWAVE. En 2023-2024, le 34e Régiment des Transmissions a reçu les plus hautes mentions au Tableau Honorifique de la 2e Division du Canada à titre de deuxième meilleure unité de réserve, en réalisant le meilleur score global des unités du 34e Groupe-brigade du Canada.

## Annexe